# Új Szó (folyóirat, 1935–1936)
Új Szó – Marosvásárhelyt jelent meg 1935 augusztusa és 1936 októbere között. Fejlécében „irodalmi, társadalmi és gazdasági szemle”-ként határozta meg magát; szerkesztője Szőcs Károly volt. A lapban különböző álneveken (Küzdő András, Simó András, Simkó András, Székely Béni) Józsa Béla közölt rendszeresen, rajta kívül Kibédi Sándor, Keleti Sándor, Kovács György, László Lajos és Tamás Gáspár írásaival találkozunk. Közölt verseket – nyilván átvételben – József Attilától is.